# Femme aimée est toujours jolie
Pour les articles homonymes, voir Femme (homonymie).
Pour plus de détails, voir Fiche technique et Distribution.
Femme aimée est toujours jolie (titre original : Mr. Skeffington) est un film américain réalisé par Vincent Sherman, sorti en 1944. Il s'agit de l'adaptation du roman du même nom de Elizabeth von Arnim.

## Synopsis
Fanny Trellis, la femme la plus séduisante et la plus courtisée de tout New York, est mariée par simple intérêt à Job Skeffington, homme d'affaires juif plus âgé qu'elle. Elle s'abîme dans la mélancolie lorsqu'elle perd son frère à la guerre, le seul être qu'elle ait jamais aimé. Bientôt son mari la quitte. Esseulée, Fanny se met à multiplier les soirées mondaines et les amants.

## Fiche technique
- Titre : Femme aimée est toujours jolie
- Titre original : Mr. Skeffington
- Réalisation : Irving Rapper
- Scénario : Julius J. Epstein et Philip G. Epstein d'après le roman Mr. Skeffington (1940) de Elizabeth von Arnim
- Production : Julius J. Epstein, Philip G. Epstein et Jack Warner (producteur exécutif)
- Société de production : Warner Bros. Pictures
- Société de distribution : Warner Bros. Pictures
- Musique : Franz Waxman et Paul Dessau (non crédité)
- Photographie : Ernest Haller
- Montage : Ralph Dawson
- Direction artistique : Robert M. Haas
- Décors de plateau : Fred M. MacLean
- Costumes : Orry-Kelly
- Pays d'origine : États-Unis
- Langue : anglais
- Format : Noir et blanc - Son : Mono (RCA Sound System)
- Genre : Drame romantique
- Durée : 145 minutes
- Date de sortie : 
  - États-Unis : 25 mai 1944
  - France : 23 mai 1947
- Affiche : Boris Grinsson (France)

## Distribution
- Bette Davis : Fanny Trellis
- Claude Rains : Job Skeffington
- Walter Abel : George Trellis
- George Coulouris : Docteur Byles
- Richard Waring : Trippy Trellis
- Marjorie Riordan : Frances Rachel Trellis
- Robert Shayne : MacMahon
- John Alexander : Jim Conderley
- Jerome Cowan : Edward Morrison
- Walter Kingsford : Docteur Melton
- Dolores Gray : Chanteuse de night club
- Dorothy Peterson : Manby

Et, parmi les acteurs non crédités :
- Ann Doran : Maria, la bonne d'enfants
- Edward Fielding : Le juge de paix
- Andrea King : L'infirmière assistant le docteur Byles
- Vera Lewis : L'épouse du juge de paix
- Gigi Perreau : Fanny à deux ans

## À noter
- Le scénario compte de nombreuses répliques efficaces, notamment quand le personnage capricieux de Fanny Trellis, joué par Bette Davis, dit à son mari, joué par Claude Rains : « Une femme est belle si elle dort huit heures par nuit et si elle va à l'institut de beauté tous les jours. Et sa structure osseuse joue aussi un grand rôle ».

## Récompenses et distinctions

### Nominations
- 17e cérémonie des Oscars :
  - Oscar de la meilleure actrice pour Bette Davis
  - Oscar du meilleur acteur dans un second rôle pour Claude Rains